# دریاچه بوگا، ویکتوریا
دریاچه بوگا (Lake Boga) در ایالت ویکتوریای استرالیا واقع شده و در کنار دریاچه‌ای به همین نام قرار دارد. این شهر بخشی از حوزهٔ اداری شهر روستایی سوان هیل (Rural City of Swan Hill) در منطقهٔ خشک و نیمه‌بیابانی مالی (Mallee) در شمال‌غرب ویکتوریاست.
بر اساس سرشماری سال ۲۰۱۶، جمعیت لیک بوگا ۹۸۵ نفر بوده است. این شهر در فاصلهٔ حدود ۳۲۵ کیلومتری شمال‌غربی ملبورن و ۱۷ کیلومتری جنوب‌شرقی مرکز منطقه‌ای سوان هیل قرار دارد.

## تاریخچه
قوم بومی ومبا-ومبا (Wemba-Wemba) هزاران سال پیش از ورود اروپایی‌ها، در منطقهٔ دریاچهٔ بوگا در شمال‌غرب ایالت ویکتوریای استرالیا سکونت داشتند. این گروه، که بخشی از ملت بزرگ‌تر کولین (Kulin Nation) به‌شمار می‌روند، قلمرویی گسترده در اطراف رودخانه‌های لودن، آووکا و مورای را در اختیار داشتند و در هماهنگی با چرخه‌های طبیعی، به شکار، گردآوری خوراک، و مدیریت سرزمین خود می‌پرداختند.
در ژوئن ۱۸۳۶، سر توماس میچل، نقشه‌بردار و کاوشگر بریتانیایی، نخستین اروپایی‌ای بود که وارد این منطقه شد و حضور استعماری را در سرزمین‌های ومبا-ومبا آغاز کرد. این تماس اولیه، سرآغاز دگرگونی‌های عمیق در ساختار اجتماعی، فرهنگی و زیست‌محیطی منطقه بود.
در سال ۱۸۵۱، دو مبلغ آلمانی از کلیسای موراویا به نام‌های کشیش آ.اف.سی. تگر و کشیش اف.و. اشپیزکه، ایستگاه تبلیغی‌ای را در لیک بوگا بنیان‌گذاری کردند. هدف آن‌ها از این مأموریت، مسیحی‌سازی بومیان قوم ومبا-ومبا بود که هزاران سال در این منطقه زندگی کرده بودند. با این حال، این مأموریت تنها پنج سال دوام آورد و در سال ۱۸۵۶ به‌دلیل نبود گروندگان، اختلاف با مقامات محلی و خصومت مالکان زمین‌های اطراف تعطیل شد.
پس از این شکست، کلیسای موراویا در سال ۱۸۵۹ مأموریت جدیدی را در نزدیکی دریاچهٔ هیندمارش، در قلمرو قوم وُتجوبالوک، تأسیس کرد که به نام مأموریت اِبِنِزر (Ebenezer Mission) شناخته می‌شود. این مأموریت برخلاف نمونهٔ پیشین، موفق‌تر بود و تا سال ۱۹۰۴ ادامه یافت.
ادارهٔ پست لیک بوگا در تاریخ ۸ اوت ۱۸۸۷ افتتاح شد. این رویداد بخشی از گسترش زیرساخت‌های ارتباطی در مناطق روستایی و دورافتادهٔ استرالیا در اواخر قرن نوزدهم بود، زمانی که توسعهٔ شبکهٔ پستی نقش مهمی در اتصال جوامع محلی به مراکز شهری و اقتصادی ایفا می‌کرد.
در جریان جنگ جهانی دوم، یک پایگاه محرمانهٔ نیروی هوایی سلطنتی استرالیا (RAAF) در نزدیکی شهر لیک بوگا تأسیس شد. این پایگاه که به‌نام*Lake Boga Flying Boat Baseشناخته می‌شد، در سال ۱۹۴۲ و پس از حملات هوایی ژاپن به داروین و برووم راه‌اندازی شد، زمانی که نیاز فوری به یک مرکز امن و دور از دسترس هواپیماهای دشمن برای تعمیر و نگهداری هواپیماهای آبی (flying boats) احساس می‌شد.
موقعیت جنوبی لیک بوگا به‌دلیل دوری از برد عملیاتی هواپیماهای ژاپنی که از شمال به استرالیا نزدیک می‌شدند، انتخاب شد. این منطقه همچنین به زیرساخت‌های حمل‌ونقل و ارتباطی مناسب دسترسی داشت و امکان برخاست و فرود هواپیماهای آبی در جهات مختلف را بدون مانع فراهم می‌کرد.

## شهر امروز
شهر لیک بوگا در کنار دریاچه‌ای به همین نام قرار دارد که به‌ویژه برای ورزش‌های آبی، از جمله اسکی روی آب، بسیار محبوب است. این دریاچه با سطحی آرام و گسترده، فضایی مناسب برای قایق‌سواری، شنا، و سایر فعالیت‌های تفریحی آبی فراهم می‌کند و در سال‌های اخیر به یکی از مقاصد گردشگری منطقه تبدیل شده است.
مناطق اطراف شهر عمدتاً کاربری کشاورزی دارند و در آن‌ها محصولات متنوعی از جمله میوه، سبزیجات و غلات کشت می‌شود. خاک حاصلخیز و دسترسی به منابع آبی، این منطقه را به یکی از قطب‌های کشاورزی در شمال‌غرب ویکتوریا تبدیل کرده است.
همچنین، صنعت انگور شرابی در این ناحیه جایگاه قابل‌توجهی دارد و تاکستان‌های گسترده‌ای در اطراف لیک بوگا دیده می‌شود. در این منطقه یک کارخانهٔ شراب‌سازی محلی نیز فعالیت می‌کند که بخشی از تولیدات انگور را به محصولات شرابی تبدیل کرده و در کنار کشاورزی، به اقتصاد محلی رونق می‌بخشد.